# Saison 1925 de la NFL
Navigation
Édition précédente Édition suivante
La saison 1925 de la NFL est la sixième saison de la National Football League. Elle voit le sacre des Cardinals de Chicago.